# Поганово (Димитровград)
Поганово (буг. Пога̀ново) је насеље у Србији у општини Димитровград у Пиротском округу. Према попису из 2022. било је 29 становника. Недалеко од њега, налази се истоимени манастир.

## Демографија
У насељу Поганово живи 31 пунолетни становник, а просечна старост становништва износи 65,5 година (57,0 код мушкараца и 78,9 код жена). У насељу је 2002 године било 48 домаћинстава, а просечан број чланова по домаћинству био је 1,54.
Становништво у овом насељу веома је нехомогено (попис 2002.).
|  |

| Демографија | Демографија | Демографија |
| Година      | Становника  | Становника  |
| ----------- | ----------- | ----------- |
| 1948.       | 1.067       |             |
| 1953.       | 1.082       |             |
| 1961.       | 763         |             |
| 1971.       | 449         |             |
| 1981.       | 266         |             |
| 1991.       | 133         | 133         |
| 2002.       | 77          | 77          |
| 2011.       | 31          |             |
| 2022.       | 29          |             |

| Година пописа     | 1948. | 1953. | 1961. | 1971. | 1981. | 1991. | 2002. |
| ----------------- | ----- | ----- | ----- | ----- | ----- | ----- | ----- |
| Број домаћинстава | 194   | 216   | 221   | 165   | 120   | 74    | 48    |

| Број чланова      | 1  | 2  | 3 | 4 | 5 | 6 | 7 | 8 | 9 | 10 и више | Просек |
| ----------------- | -- | -- | - | - | - | - | - | - | - | --------- | ------ |
| Број домаћинстава | 25 | 21 | 1 | 1 | 0 | 0 | 0 | 0 | 0 | 0         | 1,54   |

| Пол    | Укупно | Неожењен/Неудата | Ожењен/Удата | Удовац/Удовица | Разведен/Разведена | Непознато |
| ------ | ------ | ---------------- | ------------ | -------------- | ------------------ | --------- |
| Мушки  | 37     | 6                | 22           | 8              | 1                  | 0         |
| Женски | 40     | 1                | 21           | 18             | 0                  | 0         |
| УКУПНО | 77     | 7                | 43           | 26             | 1                  | 0         |

| Пол    | Укупно                    | Пољопривреда, лов и шумарство | Рибарство                            | Вађење руде и камена | Прерађивачка индустрија       |
| ------ | ------------------------- | ----------------------------- | ------------------------------------ | -------------------- | ----------------------------- |
| Мушки  | 5                         | 3                             | 0                                    | 0                    | 0                             |
| Женски | 6                         | 6                             | 0                                    | 0                    | 0                             |
| УКУПНО | 11                        | 9                             | 0                                    | 0                    | 0                             |
| Пол    | Производња и снабдевање   | Грађевинарство                | Трговина                             | Хотели и ресторани   | Саобраћај, складиштење и везе |
| Мушки  | 0                         | 1                             | 0                                    | 0                    | 1                             |
| Женски | 0                         | 0                             | 0                                    | 0                    | 0                             |
| УКУПНО | 0                         | 1                             | 0                                    | 0                    | 1                             |
| Пол    | Финансијско посредовање   | Некретнине                    | Државна управа и одбрана             | Образовање           | Здравствени и социјални рад   |
| Мушки  | 0                         | 0                             | 0                                    | 0                    | 0                             |
| Женски | 0                         | 0                             | 0                                    | 0                    | 0                             |
| УКУПНО | 0                         | 0                             | 0                                    | 0                    | 0                             |
| Пол    | Остале услужне активности | Приватна домаћинства          | Екстериторијалне организације и тела | Непознато            | Непознато                     |
| Мушки  | 0                         | 0                             | 0                                    | 0                    | 0                             |
| Женски | 0                         | 0                             | 0                                    | 0                    | 0                             |
| УКУПНО | 0                         | 0                             | 0                                    | 0                    | 0                             |

| Етнички састав према попису из 2002.‍ | Етнички састав према попису из 2002.‍ | Етнички састав према попису из 2002.‍ | Етнички састав према попису из 2002.‍ | Етнички састав према попису из 2002.‍ |
| ------------------------------------ | ------------------------------------ | ------------------------------------ | ------------------------------------ | ------------------------------------ |
|                                      |                                      |                                      |                                      |                                      |
| Бугари                               | Бугари                               |                                      | 43                                   | 55,84%                               |
| Срби                                 | Срби                                 |                                      | 25                                   | 32,46%                               |
| Југословени                          | Југословени                          |                                      | 2                                    | 2,59%                                |
| непознато                            | непознато                            |                                      | 1                                    | 1,29%                                |

| Етнички састав према попису из 2022.‍ | Етнички састав према попису из 2022.‍ | Етнички састав према попису из 2022.‍ | Етнички састав према попису из 2022.‍ | Етнички састав према попису из 2022.‍ |
| ------------------------------------ | ------------------------------------ | ------------------------------------ | ------------------------------------ | ------------------------------------ |
|                                      |                                      |                                      |                                      |                                      |
| Срби                                 | Срби                                 |                                      | 13                                   | 44,8%                                |
| Бугари                               | Бугари                               |                                      | 11                                   | 37,9%                                |
| неизјашњени                          | неизјашњени                          |                                      | 3                                    | 10,3%                                |

## Туризам
Задњих неколико година у насељу је развијен "сеоски туризам". Поред "Планинарског дома" ту су и етно-куће са апартманима за издавање и другим туристичким понудама: "Погановска шопка", "Конак Тоша", "Вила Милица" и "Кућа Дунђерови".
- Планинарски дом
- "Погановска шопка", панорама
- "Погановска шопка", апартмани
- "Вила Милица"
- "Кућа Дунђерови"
- "Конак Тоша", капија
- "Конак Тоша", апартмани

### Етно мотиви
- Капија
- Надстрешница
- Путокази

## Галерија
- Пошта
- Једна нова кућа
- Куће у брду
- Део насеља
- Куће изнад пута
- Кућа са оградом
- Кућа поред пута
- Спомен чесма
- Стара кућа у позадини испред помоћни објекат за чување сена и сламе (плевња). 2009. године